# Keōua Kuahuʻula
Keōua Kuahuʻula [Keoua Kuahuula] (o. 1762. – 1791.) bio je havajski vladar (Alii Nui).

## Životopis
Keōua je rođen oko 1762. godine. Njegovo puno ime, Keōua Kuahuʻula, znači "Keōua od crvenog oltara". Keoua je često prvo ime. 
Njegov se polustric također zvao Keōua, a zvali su ga "Veliki".
Njegov je otac bio kralj Kalaniʻōpuʻu-a-Kaiamamao, a majka kraljica Kānekapōlei. Bio je polubrat kralja Kīwalaʻōa i princa Paulija Kaʻōleiokūa te stric kraljice Keōpūolani. Bio je i bratić kralja Kamehamehe I. Velikog.
Nakon što mu je otac umro, nije dobio zemlje te nije bio sretan. Žena mu se zvala Hiileiohiiaka.
Ubijen je 1791. kad ga je Kamehameha pozvao u Kohalu. Njegovo je tijelo bilo žrtvovano.